# لطيفة بطي
لطيفة بُطي هي كاتبة كويتية. صدر لها العديد من كتب الأطفال ومجموعتين قصصيتين «بلدي اينينكايو» و «عروس البحر». فازت بجائزة الشيخ زايد للكتاب عن فئة أدب الطفل والناشئة عن كتابها «بلا قبعة» الصادر عن دار سيدان ميديا  في عام 2017 ، ثم تحولت دار سيدان إلى سيدان كتبيديا عام ٢٠٢٣ .

## السيرة المهنية
لطيفة بُطي، كاتبة كويتية للأطفال. لها إصدارات عديدة من أدب الطفل كما لها مجموعات قصصية للبالغين منها «عروس البحر» و«بلدي اينينكايو». ثم في عام 2003، اتجهت إلى كتابة قصص الأطفال. لها إصدرات عديدة في المجلة الكويتية «العربي الصغير» منها «سالم وسارة»، و«ديرتي الكويت»، و«ألعاب شعبي». وساهمت في كتابة حلقات لمسلسل البالغين «بنين وبنات» لمؤسسة الإنتاج العربي، وكتبت أيضا قصصا شعبية لبرنامج «الراوي» لقناة الجزيرة للأطفال، وبرنامج «نام القمر» الذي عُُرض على قناة البراعم للأطفال، وأيضا برنامج «افتح يا سمسم» المستجد الذي أنتجته شركة «بداية للإعلام» الإماراتية. وقد أنشأت بُطي أول دار عربية كويتية مختصة لنشر كتب الأطفال حيث تنشر إصداراتها سواء بالنشر الإلكتروني أو الورقي. كما أن بعضا من الدول العربية كالجزائر أدرجت بعضا من كتب بُطي ضمن منهجها الدراسي للغة العربية. ومنذ عام 2014، شغلت بُطي عضوية اللجنة العليا للطفل والناشئة المجلس الوطني للثقافة والفنون والآداب. وفازت لطيفة بالعديد من الجوائز منها جائزة المركز الأول في مسابقة التأليف المسرحي للأطفال على مستوى دولة الكويت، والمركز الثاني في مسابقة التأليف المسرحي للأطفال على مستوى الوطن العربي التي عقدها المجلس الوطني للثقافة والفنون والآداب في دولة الكويت عام 2013، وحصلت على جائزة مكتب التربية العربي لدول الخليج عن قصتها «الاستعراض الكبير» عن فئة الطفولة المبكرة، 2016. وجائزة الشيخ زايد للكتاب عن فئة أدب الطفل والناشئة عن كتابها «بلا قبعة» في عام 2017.

## المؤلفات
بعض من مؤلفات لطيفة بُطي:

### مجموعة قصصية
- بلدي اينينكايو، دار رسلان، 2001 (ردمك: 26797567941545668)
- عروس البحر، المجموعة الإعلامية العالمية - الكويت (ردمك: 26797567941)

### مسرحيات
- الأميرة سالمة
- الصياد صالح

### كتب أطفال
- لماذا صهلت المهرة الصغيرة؟، النخبة للتأليف والترجمة والنشر، 2010 (ردمك: 234654577846)
- الآنسة دجاجة، الهدهد للنشر، 2016  (ردمك: 9789948027164)
- خنفيسية طنيفسنة، دار سيدان
- قفازات نائل، دار سيدان
- قرقيعان والكنغر، الهدهد للنشر، 2017
- الجرو سلوقي، الهدهد للنشر، 2017
- الولد والريح، رواي الكتب، 2017
- بلا قبعة، راوي الكتب، 2017
- الأطفال وقوس الألوان، راوي الكتب، 2017
- الابتسامة السوداء في المدينة البيضاء، راوي الكتب، 2017
- سلسلة مغامرات عرف الديك: سر الواحة، راوي الكتب، 2017
- سلوقي في رحلة برية، الهدهد للنشر، 2018 (ردمك: 9789948392279)
- حفل عشاء من أجل هالي، الهدهد للنشر، 2018 (ردمك: 9789948246848)
- سلوقي والطقس، الهدهد للنشر، 2018 (ردمك 9789948246916)
- سلوقي وكرة الجوارب، دار الهدهد للنشر، 2018 (ردمك: 9789948246923)
- سلوقي والسلطة، الهدهد للنشر، 2018 (ردمك: 9789948392262)
- نام اليربوع الصغير، دار الهدهد للنشر، 2018 (ردمك: 9789948234968)
- حفل عشاء من أجل هالي، دار الهدهد للنشر، 2019 (ردمك: 9789948246848)

## الجوائز
- فازت بالمركز الأول في مسابقة التأليف المسرحي للأطفال على مستوى دولة الكويت عن مسرحيتها «الصياد صالح».
- فازت بالمركز الثاني في مسابقة التأليف المسرحي للأطفال على مستوى الوطن العربي التي عقدها المجلس الوطني للثقافة والفنون والآداب في الكويت عن مسرحيتها «الأميرة البحر سالمة»، 2013.
- حصلت على جائزة مكتب التربية العربي لدول الخليج عن قصتها «الاستعراض الكبير» عن فئة الطفولة المبكرة، 2016.
- نالت على جائزة الشيخ زايد للكتاب عن فئة أدب الطفل والناشئة عن كتابها «بلا قبعة» في عام 2017.